# Anacroneuria biloba
Anacroneuria biloba és una espècie d'insecte plecòpter pertanyent a la família dels pèrlids que es troba a Sud-amèrica.